# Milan Obrenović (knez)
Milan Obrenović (Kragujevac, 21. listopada 1819. – Beograd, 8. srpnja 1839.) bio je knez Srbije iz dinastije Obrenović.
Rođen je 21. listopada 1819. godine. Bio je najstariji sin kneza Miloša i kneginje Ljubice, rođ. Vukomanović. Mlađi brat mu je bio Mihailo. Milan je još u djetinjstvu bio bolešljivo i osjetljivo dijete koje su mučile kojekakve bolesti.
Godine 1830. Srbija postaje neovisna i Milanov otac se proglašava srpskim knezom, a Milan postaje njegov prijestolonasljednik.
Nakon što je njegov otac abdicirao 13. lipnja 1839. godine, Milan dolazi na prijestolje. Međutim, on nije bio pogodan voditi Srbiju u tom burnom periodu njene povijesti a i mnoge javne osobe su smatrale da je bio ometen u razvoju. Kako je za vrijeme cijele svoje vladavine bio u iznimno lošem zdravstvenom stanju i nije povratio svijest, moguće je da nije bio ni svjestan činjenice da je postao srpski knez. Umro je 8. srpnja, nakon najkraće vladavine u povijesti Srbije - svega 25 dana. Naslijedio ga je mlađi brat, Mihailo Obrenović. Po njemju je grad Donji Milanovac dobio ime.